# Chrysobothris nelsoni
Chrysobothris nelsoni es una especie de escarabajo del género Chrysobothris, familia Buprestidae. Fue descrita científicamente por Westcott & Alten en 2006.